# Europol
Europol, formellt Europeiska unionens byrå för samarbete inom brottsbekämpning, före 1 maj 2017 Europeiska polisbyrån, grundades 1992 för att ta hand om kriminalunderrättelser för hela Europeiska unionen. Den har sitt säte i Haag, Nederländerna, och i personalen finns företrädare för EU:s nationella rättsvårdande organ (polis- och tullväsen, invandringsmyndigheter med mera).
Europols syfte är att hjälpa Europeiska unionens medlemsstater till ett närmare och effektivare samarbete i deras strävan att förebygga och bekämpa organiserad transnationell brottslighet och terrorism.
Europol reformerades till fullvärdig EU-myndighet den 1 januari 2010.  Den 1 maj 2017 trädde nya bestämmelser i kraft gällande Europol. Detta innebar att byrån blev en del av den överstatliga delen av det europeiska samarbetet i enlighet med Lissabonfördraget. Danmark deltar inte i dessa delar av samarbetet och står därför utanför trots att landet är medlem i EU. Genom ett särskilt mellanstatlig avtal har dock danska myndigheter ett samarbete med Europol.

## Inrättande
Europol inrättades ursprungligen genom en K.3-konvention mellan EU:s medlemsstater. Den trädde i kraft den 1 oktober 1998. Europol var således till en början en mellanstatlig byrå utanför unionens rättsliga ramar.

## Förändringar 2017
Den 1 maj 2017 bytte byrån namn till Europeiska unionens byrå för samarbete inom brottsbekämpning. Danmark slutade därmed att vara en del av Europol. Storbritannien valde från början, genom sitt undantag på området med frihet, säkerhet och rättvisa, att inte delta i Europol, men valde i ett senare skede att ändå ansluta sig. Europeiska kommissionen bekräftade Storbritanniens deltagande den 6 mars 2017. Danmark, vars regering egentligen skulle vilja fortsätta delta i Europol, står utanför på grund av ett av landets undantag som innebär att överstatliga rättsakter inom området med frihet, säkerhet och rättvisa inte omfattar landet. En folkomröstning hölls i slutet av 2015 om att avskaffa detta undantag, men en majoritet av danskarna röstade för att behålla det.